# Liste der Kulturgüter in Wohlenschwil
Die Liste der Kulturgüter in Wohlenschwil enthält alle Objekte in der Gemeinde Wohlenschwil im Kanton Aargau, die gemäss der Haager Konvention zum Schutz von Kulturgut bei bewaffneten Konflikten, dem Bundesgesetz vom 20. Juni 2014 über den Schutz der Kulturgüter bei bewaffneten Konflikten sowie der Verordnung vom 29. Oktober 2014 über den Schutz der Kulturgüter bei bewaffneten Konflikten unter Schutz stehen.
Objekte der Kategorie A sind im Gemeindegebiet nicht ausgewiesen, Objekte der Kategorie B sind vollständig in der Liste enthalten, Objekte der Kategorie C fehlen zurzeit (Stand: 1. Januar 2023). Unter übrige Baudenkmäler sind weitere geschützte Objekte zu finden, die in der Bau- und Nutzungsordnung der Gemeinde verzeichnet und nicht bereits in der Liste der Kulturgüter enthalten sind.

## Kulturgüter
| Foto |                                                                                        | Objekt                                                      | Kat. | Typ | Standort                               | Beschreibung |
| ---- | -------------------------------------------------------------------------------------- | ----------------------------------------------------------- | ---- | --- | -------------------------------------- | --- |
| ja   | Datei hochladen · Wikidata zu Alte Kirche und ehemaliges Pfarrhaus (Q29581649)         | Alte Kirche und Pfarrhaus KGS-Nr.: 11645                    | B    | G   | Mühlerain 1.2, 1 661952 / 251534       | 1653/54 erbautes Kirchengebäude, heute als kultureller Veranstaltungsort genutzt. Schmales Kirchenschiff mit bündig angefügtem dreiseitigem Chor. Turm an der Nordwestecke. Nebenan steht das ehemalige, im Jahr 1651 erbaute Pfarrhaus, ein nachgotischer Giebelbau mit Rundbogenportal sowie übereinanderliegenden Zwillings- und dreiteiligen Fenstern mit spätgotischen Gewänden.                                                                        |
| BW   | Datei hochladen · Wikidata zu Lindenhof (Wohnhaus und Nebenbauten) (Q29581679)         | Lindenhof (Wohnhaus und Nebenbauten) KGS-Nr.: 11646         | B    | G   | Lindenhof 1, 2, 2.1 662125 / 251422    | Stattliches frühklassizistisches Landhaus, 1793 erbaut vom damaligen Untervogt Felix Geissmann, bis 1862 als Gaststätte genutzt. Teil einer markanten Baugruppe am südöstlichen Dorfeingang. Zweigeschossiger Giebelbau mit streng axialer Fassade. Daneben stehen das Kutscherhaus aus der ersten Hälfte des 19. Jahrhunderts und die im Jahr 1793 errichtete Scheune, ein grossvolumiger Mauerbau mit Fachwerkgiebeln und leicht geknickten Gerschilddach. |
| ja   | Datei hochladen · Wikidata zu Römisch-katholische Pfarrkirche St. Leodegar (Q29581682) | Römisch-katholische Pfarrkirche St. Leodegar KGS-Nr.: 11647 | B    | G   | Vogelsangstrasse 208.1 661733 / 251607 | Von 1907 bis 1909 nach Plänen von Wilhelm Hector erbautes Kirchengebäude. Stattlicher Längsbau mit Seitenschiffpartien und eingezogenem Halbrundchor. Dominiert von einem hoch aufragenden, wuchtigen Turm an der Chorflanke. Neuromanischer, stark vom Jugendstil beeinflusster Innenraum. |
| BW   | Datei hochladen · Wikidata zu Haus (Q29581666)                                         | Haus KGS-Nr.: 15920                                         | B    | G   | Höhlestrasse 2 661892 / 251465         | Um 1700 erbautes Fachwerk-Bauernhaus. Zwei Geschosse über dem gemauerten Sockelgeschoss; vorgezogenes geknicktes Satteldach mit Flugsparren. |
| BW   | Datei hochladen · Wikidata zu Ehemalige Mühle (Q29581654)                              | Ehemalige Mühle KGS-Nr.: 15921                              | B    | G   | Scheunengasse 8 662046 / 251539        | 1582 erbautes Mühlengebäude. Repräsentativer Fachwerkbau über zwei übereinanderliegenden gemauerten Kellern. |
| BW   | Datei hochladen · Wikidata zu Entwässerungskanal (Q29581662)                           | Entwässerungskanal KGS-Nr.: 15923                           | B    | F   | östlich Büblikon 662103 / 252088       | Pfahlreihe einer römischen Brücke (Zeit der Kaiser Augustus und Tiberius) |

## Übrige Baudenkmäler
| ID  | Foto |                                                                               | Objekt                                                | Typ | Standort                                | Beschreibung |
| --- | ---- | ----------------------------------------------------------------------------- | ----------------------------------------------------- | --- | --------------------------------------- | ------------ |
| 902 | BW   | Datei hochladen                                                               | Ehemaliges Bauernhaus                                 | G   | Hauptstrasse 1 661668 / 251739          |              |
| 903 | BW   | Datei hochladen                                                               | Ehemaliges Doppelbauernhaus                           | G   | Hauptstrasse 27/29 661806 / 251604      |              |
| 905 | BW   | Datei hochladen                                                               | Wohnhaus (ehemalige Schmiede) um 1830                 | G   | Höhlestrasse 1 661923 / 251499          |              |
| 906 | BW   | Datei hochladen                                                               | Vielzweckbau                                          | G   | Höhlestrasse 3 661922 / 251474          |              |
| 907 | BW   | Datei hochladen                                                               | Wohnhaus (ehemaliges Pfarrhaus) 1800, 1904/05 (Umbau) | G   | Hauptstrasse 18 661946 / 251493         |              |
| 908 | BW   | Datei hochladen                                                               | Vielzweckbau                                          | G   | Gartenweg 3 661996 / 251474             |              |
| 909 | BW   | Datei hochladen                                                               | Wohnhaus (ehemalige Mühlescheune)                     | G   | Scheunengasse 2 662027 / 251487         |              |
| 910 | ja   | Datei hochladen · Wikidata zu Restaurant Mühle (ehemalige Mühle) (Q106407800) | Restaurant Mühle (ehemalige Mühle)                    | G   | Hauptstrasse 45 662004 / 251516         |              |
| 914 | BW   | Datei hochladen                                                               | Ehemaliges Doppelbauernhaus                           | G   | Hägglingerstrasse 17/19 661961 / 251072 |              |
| 915 | BW   | Datei hochladen                                                               | Vielzweckbau, 1793                                    | G   | Dorfstrasse 11 661862 / 252051          |              |
| 916 | BW   | Datei hochladen                                                               | Ehemaliges Doppelbauernhaus                           | G   | Dorfstrasse 7 661849 / 251981           |              |
| 917 | BW   | Datei hochladen                                                               | Speicher/Schopf                                       | G   | Laubisbachstrasse 661851 / 252003       |              |

Legende: Siehe Legende der Liste der Kulturgüter von nationaler und regionaler Bedeutung. Anstelle der KGS-Nummer wird als Objekt-Identifikator (ID) die Inventar- oder Gebäudenummer in der Bau- und Nutzungsordnung der Gemeinde verwendet.